# Joseph Zalar
Joseph Zalar, slovenski društveni delavec, * 11. oktober 1879, Dol pri Borovnici, † 24. julij 1959, Joliet, Illinois

## Življenje in delo
Zalar se je po končani gimnaziji v Ljubljani 1899 izselil v Forest City v Pansilvanijo kjer se je zaposlil v premogovniku. Leta 1909 je postal glavni tajnik Kranjske slovenske katoliške jednote in jo vodil več kot 50 let. Med prvo svetovno vojno je bil član Jugoslovanskega narodnega sveta, od 1941 tajnik slovenske sekcije Jugoslovanskega pomožnega odbora, od 1942 blagajnik Slovensko ameriškega narodnega kongresa. Kot član SANS je nasprotoval njegovi resoluciji, v kateri so pozvali zavezniške vlade naj priznajo OF ter NOV in POS.